# Hans Juhl
Hans Adolf Wilhelm Juhl (* 25. November 1904 in Rendsburg; † 6. Februar 1970 in Flensburg), auch Gestapo-Juhl genannt, war ein deutscher Landwirt, SS-Hauptscharführer, Kriminaloberassistent und ab Sommer 1943 Leiter der Sicherheits- und Grenzpolizei im dänischen Helsingør.

## Leben
Vor dem Zweiten Weltkrieg arbeitete er als Landwirt in der Nähe von Flensburg, er trat zum 1. Dezember 1931 in die NSDAP ein (Mitgliedsnummer 799.727) und schloss sich auch der SS an (SS-Nummer 48.248). Kurz nach der Besetzung Dänemarks durch Deutschland traf er 1940 in Dänemark ein.
Juhl nahm an der Judenaktion am 2. Oktober 1943 teil und engagierte sich erfolgreich bei der Jagd auf flüchtige Juden, die versuchten bei Helsingør eine Transportmöglichkeit über den Öresund nach Schweden zu finden. So gelang ihm in der Nacht vom 6. auf den 7. Oktober zusammen mit Wehrmachtsoldaten die bedeutendste Verhaftung flüchtiger Juden in Dänemark. Etwa 80 Menschen, die sich in der Kirche von Gilleleje versteckt hatten, wurden verhaftet und später ins KZ Theresienstadt deportiert. Juhl sagte als Zeuge in Prozessen aus, die nach der Befreiung in Dänemark stattfanden und kam selbst ungestraft davon.